# Avalanche Studios
Avalanche Studios ist ein schwedischer Computerspielentwickler, der von Christofer Sundberg und Linus Blomberg als Joint Venture mit Paradox Entertainment 2002 gebildet wurde. Die offizielle Gründung erfolgt 2003. Im Jahr 2005 beschäftigte das Unternehmen etwa 60 Mitarbeiter, die teils von Digital Illusions und Starbreeze Studios übernommen wurden. 2011 wurde eine Außenstelle in New York City eröffnet. 2018 wurde eine Niederlassung in Malmö eröffnet. 2020 folgte ein Ableger in Liverpool. 2023 wurde Monster Closet, ein in Montreal ansässiges Unternehmen, übernommen. 2024 gab Avalanche bekannt die Niederlassungen in Nordamerika zu schließen.

## Ludographie
- Just Cause (2006)
- theHunter (2009)
- Just Cause 2 (2010)
- Renegade Ops (2011)
- theHunter: Primal (2015)
- Mad Max (2015)
- Just Cause 3 (2015)
- theHunter: Call of the Wild (2017)
- Just Cause 4 (2018)
- Generation Zero (2019)
- Rage 2 (2019)
- Call of the Wild: The Angler (2022)